# Sociocognitivismo
O sociocognitivismo é um período da Linguística Textual que surge após as três fases iniciais da LT e que tem a obra de Beaugrande e Dressler, na década de noventa do século XX, como um dos marcos iniciais do período denominado “virada cognitiva”. Neste momento, a linguística textual começa a apresentar definições de texto que se pautam em critérios transcendentes ao sistema linguístico. Beaugrande diz que “texto é visto como um evento comunicativo em que convergem ações linguísticas, cognitivas e sociais e não apenas sequências de palavras que são faladas ou escritas. O sociocognitivismo-interacionista veio para superar as limitações das ciências cognitivas clássicas “que se preocupam fundamentalmente com aspectos internos, mentais, individuais, inatos e universais do processamento linguístico”. Ciências como a neurobiologia concebem a mente desvinculada do corpo, não se atentando a qualquer aspecto social da linguagem. Diferentemente, o sociocognitivismo-interacionista se preocupa em incorporar aspectos sociais, culturais e interacionais para entendermos o processamento cognitivo, e é ainda contrário à divisão dos fenômenos sociais e mentais. Com esse período a LT buscava explicar como ocorreria o processamento textual a partir de aspectos interacionais e conhecimentos sociais.
Tendo Koch como seu principal expoente no Brasil, a perspectiva sociocogniitiva-interacionista vai se debruçar sobre o aspecto social, buscando demonstrar que é por meio da linguagem que os indivíduos atuam fisicamente no mundo. É no resultado da interação de várias ações conjuntas praticadas (aspectos sociais, culturais e interacionais) pelos indivíduos que a linguagem está alicerçada, é daí que construímos significados a partir de uma rede de diferentes fatores (crenças, conhecimentos partilhados, as normas, convenções socioculturais etc.) Essa abordagem linguística dialógico-interacional postula um sujeito não individual, mas eminentemente social, em que os interlocutores são “[...] vistos como atores/construtores sociais, o texto passa a ser visto como o próprio lugar da interação e os interlocutores como sujeitos ativos que dialogicamente nele se constroem e por ele são construídos.” Em consequência disso os eventos linguísticos deixam de ser autônomos e individuais, e passam a serem percebidos como textos processados a partir de contínuas interfaces com o outro.